# Kazuki Murakami (calciatore)
Kazuki Murakami (村上 一樹?, Murakami Kazuki; Matsuyama, 21 dicembre 1987) è un calciatore giapponese, difensore del North Bangkok University.

## Carriera
Ha giocato nella prima divisione thailandese.